# Kampuchéa démocratique
17 avril 1975 – 7 janvier 1979
Entités précédentes :
- République khmère

Entités suivantes :
- République populaire du Kampuchéa

Le Kampuchéa démocratique (soit le Cambodge démocratique) est le nom officiel du Cambodge entre 1975 et 1979, dirigé par les Khmers rouges.
Cet État communiste fut mis en place après la fin de la guerre civile cambodgienne et la victoire militaire sur la République khmère, du régime pro-américain de Lon Nol. Une dictature totalitaire fut établie au Cambodge sous laquelle toute forme d'activité était soumise au contrôle du véritable organe de direction de l'État, le Parti communiste du Kampuchéa, dit également Angkar អង្ការ (« Organisation »). Du fait des crimes commis sous l'autorité de l'État (meurtres, massacres, exécutions, persécutions ethniques et religieuses, privations en tout genre et usage généralisé de la torture, voire génocide), environ un quart de la population cambodgienne périt entre 1975 et 1979, ce qui représente entre un et deux millions de personnes.
Le Kampuchéa démocratique fut renversé en 1979, quand le Viêt Nam envahit le Cambodge et mit en place le régime de la république populaire du Kampuchéa. Néanmoins, jusqu'en 1991, le représentant khmer rouge continua de siéger à l'Organisation des Nations unies et le nom de Kampuchéa démocratique d'être revendiqué par ce mouvement entre 1979 et 1991, dans les zones cambodgiennes sous son contrôle.
Les accords de Paris sur le Cambodge de 1991, qui stipulent l'unité territoriale du Cambodge vis-à-vis de la communauté internationale, mirent officiellement fin au gouvernement khmer rouge en exil ; cependant de nombreuses zones du pays furent encore contrôlées par leur guérilla jusqu'en 1998.

## Historique

### Prise du pouvoir par les Khmers rouges
La guerre civile cambodgienne, qui constitue un théâtre d'opération militaire parallèle de la guerre du Viêt Nam, voit le renversement en 1970 du prince Norodom Sihanouk, « chef de l'État à vie » du royaume du Cambodge, par son premier ministre Lon Nol. Un nouveau régime, la République khmère, est proclamé ; Sihanouk, entretemps, forme à l'instigation de la république populaire de Chine une alliance avec ses ennemis d'hier, les communistes cambodgiens connus sous le nom de Khmers rouges. Un front commun, le Front uni national du Kampuchéa, est proclamé, et Sihanouk dirige depuis Pékin un gouvernement en exil, le gouvernement royal d'union nationale du Kampuchéa. Le régime de Lon Nol perd progressivement pied face à la guérilla, et les bombardements massifs effectués par les États-Unis sur le territoire cambodgien ne font qu'aggraver la situation. En 1973, les Khmers rouges contrôlent les deux tiers du territoire cambodgien, et commencent à appliquer dans leurs zones une politique de collectivisation radicale. Pol Pot déclare à Elizabeth Becker, en 1978 : « Les Vietnamiens constituaient le problème essentiel. Ils voulaient acheter le riz. Alors nous avons aboli la monnaie. Si le peuple n’avait pas besoin d’argent, s’il vivait dans une coopérative où tout lui était fourni par l’État, il ne vendrait pas de riz aux Vietnamiens […]. Avant la mise en place des coopératives, les propriétaires fonciers et les marchands rassemblaient tout le riz pour le vendre à la clique de Lon Nol et aux Vietnamiens. La partie pauvre de la population était à court de riz… L’armée révolutionnaire du Kampuchéa qui combattait au front était à court de riz et se nourrissait de soupe de riz à chaque repas… C’est en 1973 que le Comité Central de notre Parti décida de créer des coopératives de niveaux inférieur et supérieur dans toute la zone libérée ».
En position de force, les Khmers rouges échappent de plus en plus au contrôle de leurs alliés du Nord Viêt Nam.
Le 1er avril 1975, la route vers la capitale Phnom Penh est ouverte par la prise de Neak Luong ; Lon Nol prend la fuite et les Khmers rouges font leur entrée dans la capitale le 17 avril.

### Mise en place du régime

Cocarde de lArmée révolutionnaire du Kampuchéa, les forces armées du régime Khmer rouge.

Lorsque les Khmers rouges prennent le pouvoir, les Cambodgiens ignorent l'identité des véritables dirigeants du mouvement. Khieu Samphân, Hu Nim et Hou Yuon (ce dernier ayant sûrement été éliminé dès avril 1975) constituent la vitrine politique des Khmers rouges alors que Saloth Sâr, qui ne s’appelle pas encore Pol Pot, préfère continuer à agir dans l'ombre. Seul le cercle restreint des principaux chefs khmers rouges sait que l'organe de direction du mouvement est constitué par le Parti communiste du Kampuchéa (PCK), dont le public ignore alors l'existence. Les Khmers rouges se présentent aux Cambodgiens comme agissant au nom de l’Angkar អង្ការ (« l’organisation »), nom recouvrant le PCK. 
Le jour même de la prise de la capitale, les Khmers rouges, suivant en cela le plan défini par Pol Pot, évacuent la totalité de la population de Phnom Penh, en prétextant un prochain bombardement américain. L'évacuation des deux millions de citadins vers les campagnes se fait dans des conditions désastreuses, qui causent la mort de probablement plus de dix mille personnes. Entre le 20 et le 24 mai, dans Phnom Penh désertée, le PCK tient une conférence secrète réunissant l'ensemble des secrétaires de district et des chefs des forces armées : Nuon Chea et Pol Pot y exposent leur plan de « purification » de la population, par l'évacuation des habitants de toutes les villes - ce qui est fait dans les semaines qui suivent la prise de la capitale - l'éradication du bouddhisme et l'abolition de toute forme de marché. La ligne directrice choisie pour le nouveau régime est celle d'un passage direct et sans transition au stade du communisme. La mise en circulation d'une nouvelle monnaie « révolutionnaire », imprimée en république populaire de Chine, est initialement prévue par les Khmers rouges, mais des dirigeants du mouvement, dont Ta Mok, penchent pour une suppression de la monnaie et un retour au système du troc. Pol Pot se laissant convaincre, la suppression de la monnaie au Cambodge est annoncée le 19 septembre : le nouveau Riel est retiré de la circulation, et ses réserves stockées à Phnom Penh. La décision de renoncer à la monnaie a apparemment été annoncée à l'appareil du PCK dès la réunion secrète de mai : une décision contradictoire, prise durant l'été, amène cependant à sa distribution temporaire dans plusieurs grandes zones du pays, avant qu'elle ne soit à nouveau retirée.
Norodom Sihanouk et son premier ministre Penn Nouth demeurent nominalement à la tête du gouvernement en exil dont les Khmers rouges sont alliés sur le papier mais, au Cambodge même, aucun gouvernement n'est mis en place dans les premiers mois du régime khmer rouge. Le pays est, en avril 1975, divisé en six zones : Sud-Ouest, Est, Nord-Est, Nord, Nord-Ouest et une Zone spéciale autour de Phnom Penh. Le secrétaire de la Zone spéciale est alors Vorn Vet (ja), avec Son Sen pour adjoint. Ta Mok est chargé de la zone Sud-Ouest : au milieu de 1975, la zone est partagée entre lui et son adjoint Chou Chet. So Phim dirige la Zone Est, Ney Sarann la Zone Nord-Est, Koy Thuon et son adjoint Ke Pauk la Zone Nord, et Ros Nhim la Zone Nord-Ouest. Chaque zone (phumipeak) est divisée en régions (damban), les régions étant elles-mêmes divisées en districts (srok), les districts en sous-districts (khum) et les sous-districts en villages (phum). Les comités locaux du PCK, composés en général de trois membres, contrôlent chaque échelon de l'administration. Le « Centre », soit la direction du Parti communiste du Kampuchéa, entreprend cependant rapidement d'affermir son pouvoir dans la région de la capitale, et commence par supprimer la Zone spéciale dont les dirigeants, Vorn Vet et Son Sen, transfèrent leurs bureaux à Phnom Penh. La région de Kratie et la région de Siem Reap constituent également des zones à statut particulier. 
La nature du gouvernement demeure floue durant plusieurs mois : le Cambodge est théoriquement dirigé par le Gouvernement royal d'union nationale du Kampuchéa, mais Norodom Sihanouk et son premier ministre Penn Nouth se trouvent toujours, dans un premier temps, à Pékin (Sihanouk s'installe ensuite durant plusieurs mois à Pyongyang, en Corée du Nord). Au mois d'août, Vorn Vet, Ieng Sary et Son Sen sont nommés vice-premiers ministres, chargés respectivement des Transports et de l'Industrie, des affaires étrangères et de la défense, ce qui constitue un premier pas vers la mise en place d'un vrai gouvernement au Cambodge même. Mais le processus s'enlise ensuite, le rôle de Sihanouk n'étant toujours pas défini. Le 9 septembre 1975, Sihanouk, accompagné de Penn Nouth, arrive à Phnom Penh pour une visite, et est accueilli à l'aéroport par une foule de moines - les derniers à n'avoir pas été défroqués - et de jeunes militantes khmères rouges. Il est traité avec tous les honneurs durant trois semaines, où il est notamment accompagné par Khieu Samphân. Pol Pot et Nuon Chea, principaux chefs des Khmers rouges dans les faits, ne prennent pas la peine de le rencontrer. Le prince repart satisfait et, en octobre, prononce devant l'Assemblée générale des Nations unies un discours dans lequel il fait l'éloge des Khmers rouges et pourfend le rôle des États-Unis. Sihanouk entreprend ensuite une tournée internationale, et ne retourne au Cambodge qu'en décembre. Avant de revenir, il prend néanmoins la précaution de demander aux membres de son entourage s'ils souhaitent vraiment l'accompagner. La moitié choisit finalement de demeurer en exil. 
Pendant que Sihanouk voyage, les Khmers rouges continuent d'établir leur système de gouvernement : le 9 octobre, le comité permanent du PCK se réunit et assigne les tâches. Pol Pot est chargé des questions militaires et de l'économie, Nuon Chea du « travail du parti », de la propagande et de l'éducation, Ieng Sary des relations extérieures, Khieu Samphân du « front et du gouvernement royal », Vorn Vet de l'industrie, Son Sen de la sécurité, Koy Thuon du commerce extérieur et Ieng Thirith de la culture et du « bien-être social » (partageant les affaires étrangères avec son mari Ieng Sary).

### Oppression de la population

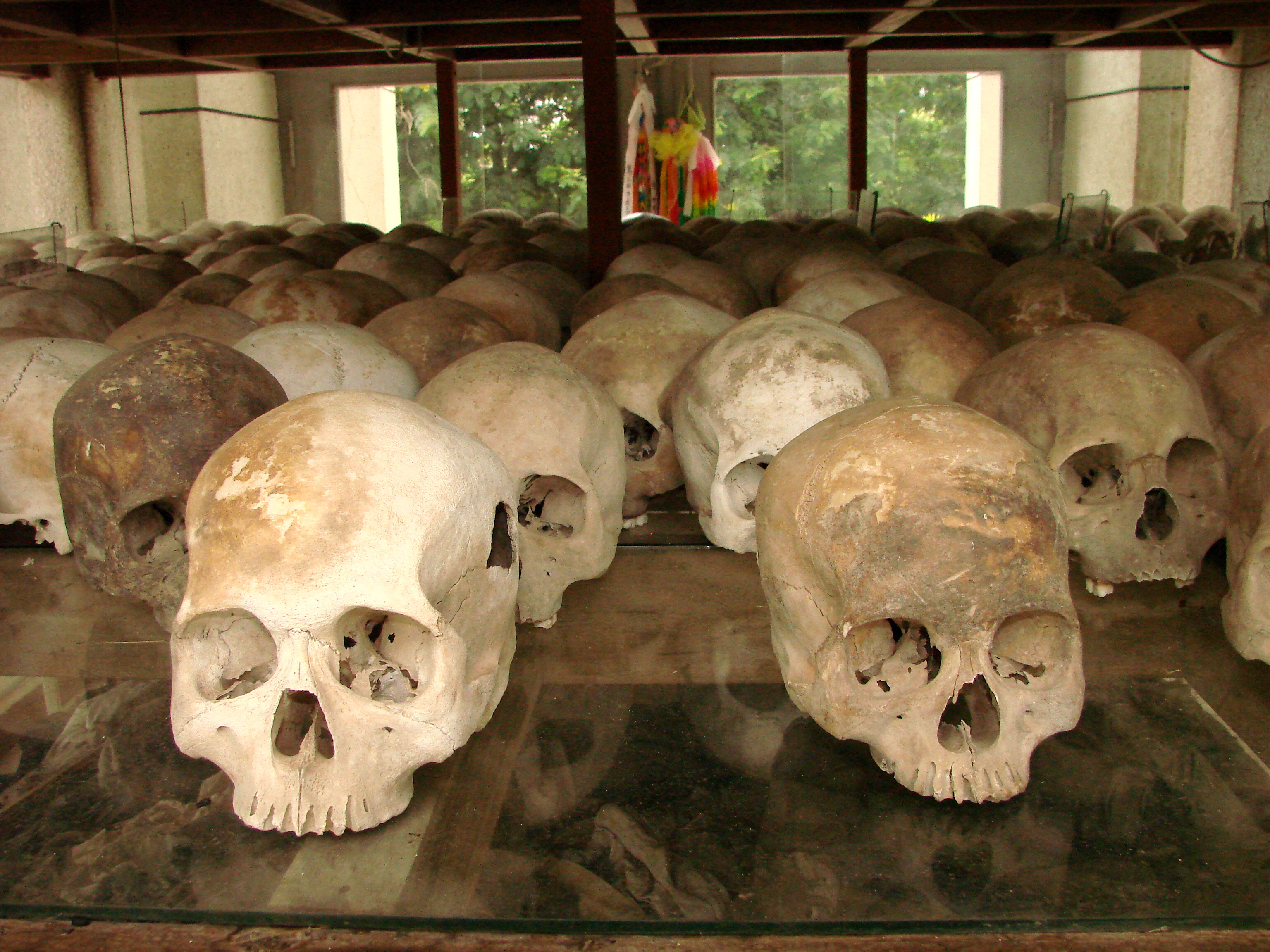
Crânes des victimes des Khmers rouges à l'ancien charnier de Choeung Ek.

Dans le courant de l'année 1975, la dictature se met en place sur l'ensemble du pays : la population est répartie en communautés villageoises, qui doivent également accueillir les anciens citadins. La population cambodgienne est divisée en plusieurs catégories : les anciennes élites du régime de Lon Nol, et ses partisans réels ou supposés sont baptisés « déchus ». Les habitants des régions prises en 1975 deviennent le « peuple nouveau », ou les « candidats » (soit candidats à un statut de citoyen). Les seuls citoyens de « plein droit » sont composés par le « peuple de base » ou encore « peuple ancien », soit les habitants des zones tenues depuis plusieurs années par les Khmers rouges. Les citoyens sont maintenus dans une situation équivalente à l'esclavage, étant corvéables à merci sans aucune contrepartie salariale. Aucune opposition à la politique de l'« Angkar » n'est admise, le régime khmer rouge se signalant par un niveau particulièrement extrême de violence et d'arbitraire : les comportements individuels, la vie privée, les relations familiales et amoureuses, sont soumises à la censure des autorités, qui pratiquent un puritanisme et un égalitarisme radicaux. Toute forme d'insoumission réelle ou supposée, de fainéantise présumée dans le cadre du travail obligatoire, est susceptible d'être punie de mort. Les moines bouddhistes sont forcés de se défroquer, et les catégories socio-professionnelles « suspectes », comme les « intellectuels » ou supposés tels, font l'objet de persécutions voire d'extermination. Les minorités ethniques comme les Chams - population musulmane du Cambodge - les Khmers Krom, les Vietnamiens de souche, les Laos ou les Thaïs, sont brimées, expulsées ou massacrées.
La politique officielle du Kampuchéa démocratique passe par plusieurs phases. La victoire d'avril 1975 est considérée comme celle de la « révolution nationale », à l'issue de laquelle les « valets de l'impérialisme américain » ont été éliminés. En janvier 1976 est proclamée la phase de la « révolution démocratique », qui coïncide avec l'élimination des « sous-capitalistes », soit des personnes possédant un capital financier ou intellectuel. En 1977, la « révolution socialiste » est censée amener la collectivisation totale du pays, en ne conservant du peuple que les « paysans de couche moyenne inférieure » et les classes inférieures à celle-ci. Chaque phase correspond à des persécutions dirigées contre des secteurs donnés de la population. Une politique d'espionnage généralisé de la population est mise en place, par le biais d'un réseau d'indicateurs et de délateurs au service de l'Angkar, censée tout voir et tout savoir.
Le Santebal (« branche spéciale »), la police secrète des Khmers rouges transfère en 1975 son centre d'opérations, le S-21, à Phnom Penh dans l'ancien lycée de Tuol Sleng. Le centre S-21, où environ 20 000 personnes périssent entre 1975 et 1979, constitue la prison la plus connue, sinon la plus meurtrière, du Kampuchéa démocratique. Le pays, qui n'a officiellement pas de prisons, se couvre de « centres de rééducation » où la torture est employée de manière quasi systématique. L'arbitraire des arrestations est total, aucune cour de justice n'existant au Kampuchéa démocratique. Les exécutions massives de citoyens donnent lieu à de nombreux charniers répartis à travers tout le pays. La Zone Est dirigée par So Phim est, dans les premières années du régime, le secteur le moins meurtrier du Kampuchéa démocratique, les Khmers rouges s'y montrant moins brutaux qu'ailleurs. Néanmoins, à partir de 1977, la situation alimentaire se dégrade dans la zone qui souffre, comme le reste du pays, de la famine. Le plan de quatre ans, présenté en 1976 par le gouvernement et destiné à développer massivement la production et l'exportation de produits agricoles, est en effet un désastre, en grande partie provoqué par l'incompétence de l'administration khmère rouge. Alors qu'une large proportion de la population souffre de la faim, la cueillette de fruits est interdite, car considérée comme un vol de la propriété collective régie par l'Angkar. De 1975 à 1979, on estime qu'environ 1 700 000 habitants (sur une population totale estimée à 7 000 000) ont péri de « mort non naturelle »,, certaines estimations allant jusqu'à 2 200 000 victimes. L'arbitraire total des sanctions, le niveau des cruautés dans les exécutions et les tortures amènent Jean-Louis Margolin à parler de « l'assassinat comme méthode de gouvernement ».

### Les données du Tribunal révolutionnaire du Cambodge
1 160 307 personnes ont présenté des preuves des crimes de Pol Pot. Entre 1975 et 1978, le nombre de décès est élevé à 2 746 105 personnes, dont 1 927 061 paysans, 25 168 moines, 48 359 membres des minorités ethniques, 305 417 travailleurs, les employés et les membres d'autres professions, quelque 100 écrivains et journalistes, certains étant citoyens étrangers, ainsi que les personnes âgées et les enfants. 568 663 personnes ont disparu ou sont mortes dans la jungle, ou ont été enterrés dans des fosses communes, comme celles qui se trouvaient dans la zone de l'aéroport de Kampong Chhnang, près de Siem Reap et le long des pentes Dangrek. Ces 3 374 768 personnes ont été tuées par les coups de houe, clubs, ont été brûlées vivantes, enterrés vivants, coupées en morceaux, poignardées avec des feuilles pointues des palmiers à sucre, empoisonnées, tuées par un choc électrique, elles ont été torturées avec l'éjection des ongles, ont été écrasées par des tracteurs à chenilles, jetées aux crocodiles qui les ont dévorées. Les Khmers rouges leur avaient coupé le foie qui a servi de la nourriture aux bourreaux, les jeunes enfants ont été écartelés vivants, ont été jetés dans l'air et mis sur des baïonnettes, battus sur les troncs d'arbres, les femmes ont été violées et empalées. Le régime de Pol Pot a laissé 141 848 personnes handicapées, plus de 200 000 orphelins, de veuves qui n'ont pas trouvé leurs familles. Les survivants étaient impuissants, incapables de se reproduire et étaient en état de pauvreté extrême et d'épuisement physique complet. Un grand nombre de jeunes ont perdu leur bonheur en raison des mariages violents, perpétrés à grande échelle.
Les Khmers rouges ont détruit 634 522 bâtiments, dont 5 857 écoles et 796 hôpitaux, centres de premiers soins et laboratoires, 1 968 églises ont été détruites ou transformées en entrepôts ou en prisons. 108 mosquées ont également été détruites. Les Khmers rouges ont détruit une multitude d'outils agricoles, ainsi que 1 507 416 têtes de bétail.

### Réorganisation du régime et purges internes
Le 31 décembre 1975, malgré son inquiétude grandissante quant à la situation interne au Cambodge et au rôle politique qui lui est dévolu, Norodom Sihanouk retourne à Phnom Penh. Il est cette fois accueilli par une foule lugubre psalmodiant des slogans à la gloire de l'Angkar. Toujours chef de l'État sur le papier, mais virtuellement prisonnier, il ne peut plus douter de la gravité de la situation. Il continue néanmoins durant plusieurs semaines à se conformer aux desiderata des Khmers rouges et, le 5 janvier 1976, préside le conseil des ministres au cours duquel est promulguée la constitution du Kampuchéa démocratique. Le régime est officiellement défini comme « un État du peuple, des ouvriers, des paysans, et des autres travailleurs kampuchéens ». La justice est confiée à des « cours populaires » chargées de sanctionner les « activités dangereuses ». Les citoyens se voient garantir le droit au travail et le chômage est décrété inexistant. La liberté religieuse est théoriquement garantie mais les « religions réactionnaires » sont interdites.
Des élections sont fixées pour le 20 mars. Sihanouk, ne souhaitant plus apporter sa caution aux Khmers rouges, remet sa démission, mais Pol Pot refuse : le Prince est prié d'attendre l'issue du scrutin. Les élections se déroulent sans campagne, les 250 candidats étant choisis par le Centre. Le 30 mars, les dirigeants du PCK décident de la formation d'un véritable gouvernement, dirigé par Pol Pot, avec comme vice-premiers ministres Ieng Sary (Affaires étrangères), Vorn Vet (Économie) et Son Sen (Défense). Le 2 avril, la démission de Sihanouk est rendue publique, les Khmers rouges s'étant résolus à le laisser abandonner ses fonctions, eux-mêmes renonçant à entretenir l'illusion d'un front uni. Le FUNK et le GRUNK cessent d'exister; Khieu Samphân assure l'intérim à la tête du gouvernement en remplacement de Penn Nouth. L'ancien chef de l'État est mis en résidence surveillée : Sihanouk lui-même et son épouse, ainsi que ses deux fils, sont trop importants sur le plan diplomatique pour être supprimés, mais plusieurs membres de l'ancienne famille royale disparaissent.
En avril 1976, le Kampuchéa démocratique vit une tentative de coup d'État lorsque Chan Chakrey, ancien responsable militaire de la zone Est, mène un soulèvement armé à Phnom Penh. Arrêté et envoyé à Tuol Sleng, où il périt par la suite, Chan Chakrey confesse sous la torture son appartenance à un réseau d'espionnage dirigé par les Vietnamiens, la CIA et les Soviétiques.
Le parlement, baptisé Assemblée des représentants du peuple du Kampuchéa, se réunit le 10 avril pour une séance d'une heure, dans un ancien stade, et forme un comité permanent de dix membres. Nuon Chea est élu président de l'assemblée, Ta Mok (sous son pseudonyme de Nguon Kang) premier vice-président, et Khek Penn second vice-président. So Phim, responsable de la Zone Est, se voit privé de la vice-présidence au profit de Ta Mok, la tentative de coup d'État de Chan Chakrey ayant suscité la méfiance envers l'Est. Le 14 avril, Pol Pot est officiellement désigné Premier ministre. Khieu Samphân devient chef de l'État avec le titre de Président du Présidium. So Phim reçoit le poste purement symbolique de premier vice-président. Rien n'indique que le Présidium d'État, censé selon la constitution incarner le pouvoir exécutif du Kampuchéa démocratique, se soit jamais réuni. Le parlement khmer rouge semble ne s'être réuni que pour cette unique session de 1976.
Saloth Sâr, alias Pol Pot, après des décennies passées dans la clandestinité, assume pour la première fois ouvertement son rôle de véritable chef des Khmers rouges. Il continue néanmoins de se cacher sous un pseudonyme, et le gouvernement diffuse une biographie mensongère, le présentant comme un « ouvrier des plantations d'hévéas », ancien Khmer issarak. Le nouveau premier ministre demeure discret et fait peu d'apparitions publiques. Aucun portrait officiel n'est diffusé, et seules les premières photographies de Pol Pot, ainsi que des recoupements faits par des services secrets occidentaux, permettent de déterminer que Saloth Sâr, militant communiste présumé mort au maquis, et le premier ministre Pol Pot, sont une seule et même personne,. Plus largement, la politique du Kampuchéa démocratique est placée sous le signe du secret et de la dissimulation : les institutions officielles demeurent largement fictives et la véritable nature de l'Angkar, réelle détentrice du pouvoir dont le nom n'apparaît pas dans la constitution, demeure cachée. Ce n'est que le 27 septembre 1977, lors d'un voyage à Pékin, que Pol Pot déclare, dans une allocution retransmise par la radio La Voix du Kampuchéa démocratique, que l'Angkar est le Parti communiste du Kampuchéa, dont c'est la première mention publique et officielle.
Le 27 septembre, invoquant des raisons de santé, Pol Pot démissionne de son poste de Premier ministre, qu'il cède à Nuon Chea, mais Nuon Chea quitte à son tour la tête du gouvernement le 19 octobre, et Pol Pot redevient officiellement Premier ministre le 25. Le retrait temporaire de Pol Pot semble avoir été motivé par une lutte de factions au sein des Khmers rouges, et une tentative d'apaiser le Viêt Nam - avec lequel les relations s'étaient déjà très envenimées - et dans une autre mesure l'URSS. Les Vietnamiens semblent en effet avoir ajouté foi au remplacement de Pol Pot par Nuon Chea, considéré comme un partenaire plus maniable. Dans la réalité, Pol Pot semble ne jamais avoir réellement renoncé au pouvoir durant son bref retrait officiel, et avoir au contraire réalisé une purge de ses opposants au sein du parti. De surcroît, le Viêt Nam ne paraît pas avoir saisi l'opportunité d'aider les Khmers rouges pro-vietnamiens, qui ont été rapidement éliminés par la tendance de Pol Pot et Ieng Sary. 
La vie interne du régime est marquée par des purges continuelles et meurtrières. Les partisans de Sihanouk sont éliminés, de même que les anciens Khmers issarak jugés trop proches des Vietnamiens. Keo Meas (en), no 6 dans la hiérarchie du Parti communiste du Kampuchéa, est arrêté en septembre 1976, et meurt en captivité à Tuol Sleng, de même que Hu Nim, ancien ministre de Sihanouk rallié aux Khmers rouges. Dans les années 1977-1978, le climat de terreur interne ne fait que croître avec les tensions opposant le Cambodge et le Viêt Nam. La ligne dure de l'Angkar, menée par Pol Pot et Ieng Sary, alliés à Ta Mok, élimine les cadres pro-vietnamiens ou supposés tels. Les cadres du Kampuchéa démocratique forment une part non négligeable des victimes de Tuol Sleng.
En avril-mai 1978, la Zone Est du Kampuchéa démocratique, où So Phim s'est taillé un fief personnel, est prise d'assaut par les troupes de Ke Pauk et Son Sen : So Phim, se voyant perdu, se suicide, et de nombreux cadres de la zone, tels Heng Samrin et le jeune Hun Sen, ne doivent leur salut qu'à leur fuite vers le Viêt Nam voisin. Du 1er au 2 novembre 1978, le Parti communiste du Kampuchéa tient son cinquième congrès, et élit une nouvelle direction, consacrant la montée en puissance de Ta Mok : désormais responsable des deux zones nord-ouest et sud-ouest, ce dernier arrive en troisième position derrière Pol Pot et Nuon Chea. Vorn Vet, Vice-Premier ministre chargé de l'économie, tombe également en disgrâce aux yeux de Pol Pot : arrêté en novembre peu après le congrès et incarcéré à Tuol Sleng, il est exécuté, après avoir avoué sous la torture être un agent des Vietnamiens et de la CIA,.

### Tensions grandissantes avec le Viêt Nam
Avant même la prise de pouvoir des Khmers rouges, les relations entre les communistes cambodgiens et leurs alliés du Nord Viêt Nam se tendent, les cadres du Parti communiste du Kampuchéa souhaitant échapper à la tutelle du Parti des travailleurs du Viêt Nam. Les Khmers rouges refusent ainsi de participer aux négociations qui mènent aux accords de paix de Paris en 1973 : les Nord-vietnamiens leur suspendent alors leur aide, mais se privent par là même d'un moyen de pression. Dès le lendemain de la chute de Phnom Penh, une partie de l'armée khmère rouge reçoit l'ordre de se porter sur la frontière vietnamienne, et des escarmouches opposent Khmers rouges et Bộ đội dans le courant du mois de mai. En juin, Lê Duẩn doit se rendre à Phnom Penh pour ramener le calme et Pol Pot présente ses excuses pour la « méconnaissance de la topographie » dont ont fait preuve ses troupes. Les Khmers rouges visent, dans les faits, à récupérer la Cochinchine, territoire que la plupart des Khmers appellent Kampuchéa Krom et considèrent comme le berceau de leur peuple ; cette région fut annexée par l'Annam au milieu du XIXe siècle puis par la France en 1865 et enfin rattachée à l'État du Viêt Nam en 1949. Entre mai et septembre 1975, environ 150 000 civils vietnamiens, qui représentent une large majorité de la minorité viêt en territoire khmer, sont « rapatriés sur la base du volontariat » vers le Viêt Nam (dans les faits, souvent expulsés du Cambodge ; les Khmers rouges chassent cependant moins de Vietnamiens que le régime de la République khmère) mais, dès l'année suivante, la minorité de Vietnamiens restés au Cambodge a interdiction de quitter le pays.
Le 1er avril 1977, une directive du Centre marque un tournant et ordonne aux autorités locales d'arrêter tous les Vietnamiens de souche au Cambodge et de les livrer à la sécurité d'État. À la mi-1977, les troupes khmères rouges effectuent plusieurs incursions meurtrières en territoire vietnamien : deux cents civils sont ainsi massacrés au village de Prey Tameang, à population mixte khméro-vietnamienne. L'Armée populaire vietnamienne s'abstient de contre-attaquer et d'entrer en territoire cambodgien. La propagande anti-vietnamienne du régime khmer rouge devient de plus en plus virulente et les Vietnamiens de souche restés au Cambodge font l'objet de tueries systématiques. Le Kampuchéa démocratique tente également, en 1978, de fomenter des révoltes de Khmers krom du Viêt Nam contre le gouvernement de Hanoï.
Le Viêt Nam ne cache pas son intention d'affirmer sa prééminence sur les pays de la région et, le 18 juillet 1977, signe avec le Laos un « traité d'amitié et de coopération »; le Kampuchéa démocratique refuse pour sa part de signer un traité similaire. De plus en plus inquiets devant l'attitude cambodgienne, et ne souhaitant pas voir le Cambodge voisin devenir une tête de pont de la république populaire de Chine, les Vietnamiens prennent la décision, à l'été 1977, d'en finir avec les Khmers rouges.

### Chute du régime
Le 31 décembre 1977, le Kampuchéa démocratique rompt officiellement ses relations avec le Viêt Nam. Une brève incursion de l'Armée populaire vietnamienne a lieu sur le territoire cambodgien entre le 31 décembre 1977 et le 6 janvier 1978 : 300 000 Cambodgiens en profitent pour quitter le pays dans le sillage des troupes vietnamiennes lors du retrait de ces dernières. Tandis que le gouvernement khmer rouge dénonce la razzia de ses citoyens, les Vietnamiens affirment que les Cambodgiens se sont réfugiés d'eux-mêmes.
Dans le courant de l'année 1978, l'hostilité entre le Cambodge et le Viêt Nam a atteint son paroxysme. Tandis que les Khmers rouges multiplient les appels à la haine, y compris raciale, contre les Vietnamiens, ces derniers se préparent méthodiquement au combat et établissent des camps d'entraînement pour réfugiés khmers. Le 2 décembre 1978, soixante-dix cadres et officiers khmers rouges dissidents réfugiés au Viêt Nam fondent le Front Uni National pour le Salut du Kampuchéa (FUNSK), dont Heng Samrin prend la direction.
Le 21 décembre 1978, le ministre vietnamien de la défense Võ Nguyên Giáp annonce le recours à « des forces écrasantes pour anéantir l’ennemi ». Le 25, 170 000 hommes de l'Armée populaire vietnamienne envahissent le territoire cambodgien. Les 68 000 hommes des troupes khmères rouges refluent en désordre ; les Khmers rouges fuient en quelques jours devant les Vietnamiens, emportant avec eux plusieurs milliers de civils, et massacrant parfois ceux qui refusent de les suivre. Une partie des soldats khmers rouges, au contraire, désertent et rejoignent les Vietnamiens. Les cadres du Kampuchéa démocratique prennent la fuite dans les premiers jours de janvier. Le 5 janvier, Norodom Sihanouk est sorti de sa résidence surveillée et ramené à Phnom Penh où il rencontre Pol Pot, pour la première fois depuis sa visite des zones khmères rouges en 1973 : le premier ministre du Kampuchéa démocratique aurait tenu au prince, selon le témoignage de ce dernier, un discours délirant, dans lequel il se dit convaincu de vaincre les Vietnamiens grâce au soutien populaire. Il préconise également une guérilla de longue haleine pour chasser l'envahisseur, ce qui sera la stratégie des Khmers rouges dans les années suivantes. Après avoir accepté de plaider la cause du Kampuchéa démocratique devant l'ONU, Sihanouk est évacué par avion vers la république populaire de Chine.
Le  7 janvier, les Vietnamiens investissent Phnom Penh et trouvent une ville vide, abandonnée par ses défenseurs. Le 11, le nouveau régime de la république populaire du Kampuchéa, sous influence vietnamienne et dirigée par Heng Samrin, est proclamé.
Si Pol Pot et Ieng Sary sont condamnés à mort par contumace quelques mois plus tard, et si le nouveau régime bâtit l'essentiel de sa propagande sur la dénonciation des crimes commis sous le Kampuchéa démocratique, aucune épuration des cadres intermédiaires khmers rouges n'a lieu. Les anciens Khmers rouges dissidents, ralliés aux Vietnamiens et apparemment jugés plus dociles et moins corruptibles que les anciens Khmers issarak venus d'Hanoï, se voient confier de nombreux postes dans l'administration cambodgienne, souvent après une brève période de « rééducation ».
Les Khmers rouges, soutenus par le Front national de libération du peuple khmer, le FUNCINPEC de Sihanouk et la Thaïlande, continuent de mener des actions de guérilla dans les années suivantes. En 1982 est créé, après la conclusion d'une nouvelle alliance avec Sihanouk, le Gouvernement de coalition du Kampuchéa démocratique, gouvernement en exil se posant en rival du régime pro-vietnamien. Le Kampuchéa démocratique continue par ailleurs de détenir un siège à l'ONU, en tant que seul gouvernement reconnu internationalement pour le Cambodge. Le nom de Kampuchéa démocratique est également utilisé par les troupes des Khmers rouges, l'Armée nationale du Kampuchéa démocratique, et par leur vitrine politique, le Parti du Kampuchéa démocratique. Ce n'est qu'en 1991 que les accords de Paris règlent, sur le plan international, la question du statut du Cambodge, les Khmers rouges acceptant provisoirement de rentrer dans le jeu politique et de reconnaître le gouvernement en place.

## Relations extérieures

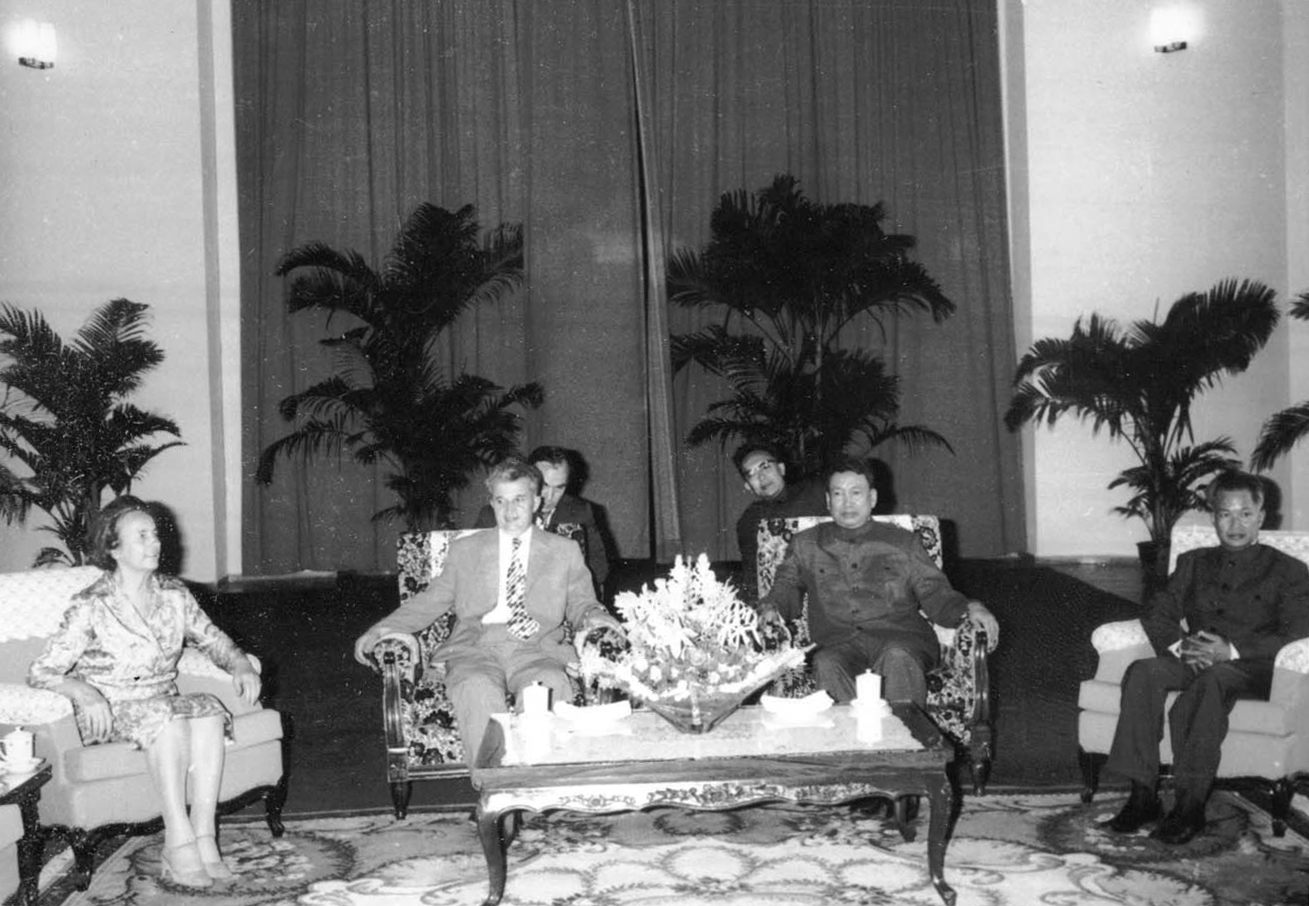
Pol Pot et Khieu Samphân recevant Nicolae Ceaușescu, président de la république socialiste de Roumanie, et son épouse Elena, en 1978.

Bien que les discours des dirigeants prônent l’autarcie et une indépendance nationale totale, le pays ne se coupe pas complètement du monde extérieur. Quelques ambassades ont été conservées ou ont rouvert à Phnom Penh et le Kampuchéa démocratique reste tributaire d’une aide extérieure essentiellement chinoise. La plupart de ces pays avec lesquels les contacts sont maintenus, sont des États communistes se signalant par leur indépendance vis-à-vis de l'URSS, voire par leurs liens étroits avec le régime de Pékin.
À partir de la fin de 1977, alors qu’un conflit avec le Viêt Nam parait inévitable, le Kampuchéa démocratique cherche des soutiens à l’étranger. Ne Win, l’homme fort de la Birmanie devient ainsi le premier chef d’État à effectuer une visite officielle, du 26 au 29 novembre 1977. Il sera suivi, du 28 au 30 mai 1978, par Elena et Nicolae Ceaușescu. Durant cette même année, plusieurs partis maoïstes sont également conviés ainsi que les représentants de quelques associations d’amitié (Belgique, Japon, Suède…) et des journalistes occidentaux dont la sympathie pour le régime est notoire.
Des contacts sont également pris avec le Japon dans le but d'établir des relations diplomatiques, mais le projet n'aboutit pas, malgré une annonce officielle de la part des Cambodgiens.

### Asie

#### République populaire de Chine
Alors qu’au fil du temps les relations avec le Viêt Nam se détériorent, celles avec la république populaire de Chine se maintiennent. Pourtant, Mao Zedong exprime des réserves sur l’extrémisme des Khmers rouges. Dans le courant de 1976, l'aide de la Chine, alors en pleine période de troubles politiques après les décès de Zhou Enlai et Mao Zedong, devient presque inexistante. Toutefois, l'éclipse sera de courte durée et dès juin 1977 Pol Pot se rend secrètement en Chine où il rencontre les nouveaux dirigeants chinois ; Khieu Samphân se rend à son tour à Pékin en août de la même année et signe un communiqué commun, à la suite de quoi le gouvernement chinois envisage une aide à la hauteur de 20 millions de dollars. Les Chinois eux-mêmes, après la chute des radicaux de la bande des quatre, semblent avoir été gênés par le fondamentalisme des mesures révolutionnaires appliquées par leurs alliés Khmers rouges. Lors de la chute du régime cambodgien, la Chine n'est plus solidaire des dirigeants Khmers rouges.

#### Corée du Nord
Les relations avec la Corée du Nord doivent beaucoup aux liens d’amitié tissés à partir du milieu des années 1960 entre Norodom Sihanouk et le président Kim Il-sung, à une période où le régime de Pyongyang était reconnu par une minorité de capitales. Dès la déposition du prince en 1970, le Grand Leader lui avait apporté un soutien inconditionnel et lui avait même fait construire un palais proche de sa capitale. Après la chute de la république khmère et le retour de Norodom Sihanouk au poste de chef de l’État, la Corée du Nord sera le second partenaire du nouveau régime après la Chine populaire. Des conseillers sont envoyés au Cambodge qui superviseront notamment la construction du barrage de Baphuon dans la province de Prey Veng et celle de l’atelier de réparation de tracteurs de Tœuk Thla à Phnom Penh.

#### Viêt Nam
Des frictions entre les Khmers rouges et le gouvernement de Hanoï étaient apparues sur le terrain bien avant 1973, quand les dirigeants khmers rouges avaient demandé aux troupes du Việt Cộng de se retirer du territoire cambodgien et que les premières purges s’étaient abattues sur les cadres suspectés d’être trop proche du Nord Viêt Nam. Le Cambodge et le Viêt Nam réunifié conservent cependant chacun une ambassade chez l'autre jusqu’au 31 décembre 1977, date de la rupture officielle de leurs relations. Jusque-là, des visites de délégations diverses se succèdent et chacun se fend d'un message de félicitation pour chaque cérémonie organisée par l’autre. Même la célébration de la création du Parti communiste du Kampuchéa donne lieu à un télégramme de Hanoï, alors que la date choisie, le 30 septembre, correspondant au congrès de 1960 où pour la première fois des décisions avaient été prises hors de la tutelle vietnamienne. En septembre 1976, une ligne aérienne régulière est même rouverte entre les deux capitales. Ainsi, lorsqu’en septembre 1977, et alors que les incidents de frontière se sont multipliés, Pol Pot annonce qu’en fait l'Angkar est le parti communiste du Kampuchéa et que lui-même en est le guide suprême, il reçoit un télégramme de félicitations du premier ministre vietnamien Phạm Văn Đồng.
Il semble que jusque tardivement, les dirigeants du Viêt Nam espèrent régler la crise par la négociation. Ils sont encouragés en cela par l’attitude des cadres cambodgiens locaux moins vindicatifs – ou peut-être simplement plus réalistes – que ceux du centre dont les dirigeants de Hanoï sous-estiment le pouvoir. Une offensive des Bộ đội est néanmoins décidée en décembre 1977 ; bien qu’elle ne rencontre que peu de résistance, elle prend fin dès le mois suivant par un repli derrière la frontière. Ce retrait semble étayer la thèse de l’avertissement afin de mettre le gouvernement du Kampuchéa démocratique dans de meilleures dispositions à l’égard de son voisin oriental.
Un changement intervient toutefois peu après dans l’attitude des dirigeants vietnamiens. Les mois qui suivront seront utilisés pour tenter de convaincre la communauté internationale du bien-fondé d’une future offensive. Les camps de réfugiés sont révélés au monde extérieur et des journalistes étrangers proches de Moscou sont invités à venir visiter les villages détruits par les raids khmers rouges et leur lot de populations massacrées. Finalement l’offensive qui va renverser le régime de Pol Pot débutera dans la nuit de Noël 1978…

#### Thaïlande
Malgré les accords commerciaux qui lient les deux pays, le Kampuchéa démocratique entretient la tension à la frontière avec la Thaïlande et revendique des territoires thaïlandais peuplés de Khmers. Le régime de Pol Pot apporte son soutien aux guérilleros du Parti communiste thaïlandais, et les groupes communistes thaïlandais du nord-est adoptent pour leur organisation, à usage interne, le nom d'Angkar Siem (l'« Angkar thaïlandaise »). La Thaïlande durcit au même moment sa politique à l'égard des réfugiés cambodgiens qui franchissent sa frontière, et dont certains sont tués par les troupes thaïlandaises.

### Europe

#### République fédérative socialiste de Yougoslavie
Les relations entre le régime titiste et les dirigeants du Kampuchéa démocratique datent d’avant la prise de pouvoir de ces derniers. Ce sera tout d’abord Pol Pot qui lors de ses études à Paris au début des années 1950 profite des vacances d’été pour rejoindre des brigades de travail sur un chantier à Zagreb et en retourne conquis par cette mobilisation collective. Le second axe de ces relations, comme pour d’autres « pays frères », concerne les liens tissés par le biais du mouvement des non-alignés entre Norodom Sihanouk et Josip Broz Tito. En 1970, dès la déposition de Sihanouk, les autorités de Belgrade reconnaissent le gouvernement royal d'union nationale du Kampuchéa formé par ce dernier et dans lequel les responsables khmers rouges occupent une place de choix. Cinq années plus tard, quand cette coalition arrive au pouvoir, la Yougoslavie fournit une aide financière pour reconstruire un pays ravagé par la guerre civile.
Les relations se tendent à partir de 1978 et après la visite de journalistes de Belgrade, du 3 au 18 mars, dont le reportage montrant certaines réalités de la vie quotidienne au Cambodge fait le tour des rédactions occidentales et provoque la colère des dirigeants khmers rouges.

### Amérique

#### Cuba
En 1970, quand Norodom Sihanouk est déposé, Cuba est un des premiers pays à condamner le nouveau régime pro-américain installé à Phnom Penh et à apporter son soutien au gouvernement royal d'union nationale du Kampuchéa. Cette prise de position lui vaudra, cinq années plus tard, le privilège d’être le seul pays prosoviétique à avoir une ambassade à Phnom Penh. Mais au fur et à mesure que les relations entre le Kampuchéa démocratique et le Viêt Nam se tendent, il en va de même avec le régime de Fidel Castro.
À la fin de l’année 1977, alors que l'éclatement d'un nouveau conflit en Indochine apparaît inévitable, l'ambassade est fermée à Phnom Penh ; à leur retour, les employés révèlent leurs conditions d’isolement : leur seul lien vers l’extérieur était celui vers leur ministère des Affaires étrangères à la Havane et toute sortie dans la rue – déserte – devant leur ambassade était soumise à des autorisations préalables.

## Économie
La politique économique du régime puise ses sources dans les thèses soutenues après l’indépendance par Khieu Samphân et Hu Nim à Paris et à Phnom Penh. Toutefois, aucune des deux thèses ne prévoyait ni l’abolition de la monnaie ni celle des marchés qui allaient être décrétées peu après la prise de Phnom Penh. En outre, les deux intéressés insistaient alors sur la nécessité d’inciter la population à mettre en place de son propre chef les réformes proposées et non de les imposer par la contrainte,.
Le programme que le régime veut mettre en place est décrit à l’été 1976 dans le plan quadriennal du Parti pour construire le socialisme dans tous les domaines. Le secteur tertiaire dont les activités sont considérées comme parasite est limité au strict minimum alors que l’accent est mis sur l’autarcie et surtout la riziculture. La devise est អោយតែមានស្រូវគឹមានអ្វីៗទាំងអស់ (« qui possède le riz possède tout »). Le plan prévoit de fournir dès 1977 plus de 300 kilos de riz par an à chaque Cambodgien et de dégager des excédents dont l’exportation permettrait de fournir des devises fortes afin d’acquérir les moyens financiers pour développer l’industrie. Le moyen d’arriver à une telle abondance peut se résumer dans un autre slogan : ស្រូវធើ្វឱ្យបាន១ហិកតា៣តោន! (« il faut produire, pour un hectare, trois tonnes »). Le seul procédé retenu pour atteindre un objectif qui triple les rendements de l’époque tient de la méthode Coué. Pour les hauts dirigeants, tout résultat en dessous de ces prévisions ne peut trouver d’autres cause que la malveillance d’ennemis de la révolution infiltrés au sein de la population voire des cadres locaux du parti. Ces derniers maquillent les chiffres qu’ils présentent et à faire passer pour des surplus une part importante des récoltes limitant d’autant la quantité disponible pour nourrir les habitants.
Le latex est lui aussi une importante source d’exportation, essentiellement vers la Chine (500 000 tonnes en 1977 et 1978) et la Corée du Nord (9 000 tonnes) ou, à des degrés moindres, vers Singapour et le Japon. Avec, au début des années 1970, 74 % du territoire recouvert de forêts, le bois est quant à lui la troisième source d’exportation, après le riz et le latex. Outre la Thaïlande qui profite de sa proximité, les deux autres principaux clients sont la Chine et le Japon. Pour le seul second semestre de 1975, on estime à 2 100 m3 le volume de grumes acheminé par la Kampuchea Shipping company de Kampong Som vers le terminal portuaire de Hutchinson Whampoa de la colonie britannique de Hong Kong et de là vers la Chine populaire.
L'industrie, quand bien même son rôle était moindre que celui dévolu à l’agriculture, n’était pas pour autant négligée. Dérogeant aux principes d’autarcie énoncés dans la constitution, des milliers de « conseillers » chinois sont dépêchés pour aider le gouvernement à réhabiliter l’infrastructure (port de Kampong Som, réseau ferré, aéroport de Pochentong…) mais aussi les usines qui avaient dû interrompre leurs activités pendant la guerre civile (raffinerie de Kampong Som, cimenterie Chakrey Ting dans la province de Kampot, manufacture de pneumatiques Reastr Niyum à Ta Khmau, Cambodia battery & Co de Chek Ang Re au sud de Phnom Penh, usine de toile de jute à Battambang…) ; toutefois, le fait de confier la réindustrialisation à des personnes ayant prouvé leur zèle révolutionnaire plutôt qu'aux détenteurs de diplômes délivrés sous les régimes précédents va contrecarrer les ambitieux objectifs et, à la chute du régime à la fin de 1978, seules 54 des unités de production en service au début de 1970 étaient en état de fonctionner,. Pékin vend également du carburant, des médicaments, du matériel agricole, des machines-outils… et équipe gratuitement les forces armées, voire construit un nouvel aéroport militaire à Krang Ta Mun, près de Kampong Chhnang.
Le plan de 1976 prévoit également de développer le tourisme, même si le programme reste concentré sur les temples d’Angkor, les « grandes réalisations » du régime et certainement quelques communes populaires modèles similaires à la zone spéciale mise en place avant 1975 dans les provinces de Kandal et Kampong Spoe et qui avait accueilli des visiteurs étrangers sympathisants de la cause. Le projet a connu un début de démarrage dans l’été de 1978. À cet effet, la prison régionale de Siem Reap est fermée et la ville nettoyée. Un accord a même été trouvé avec la Thaïlande qui prévoit l’ouverture d’une ligne Bangkok - Siem Reap. Mais le projet est arrêté après l’entrée des troupes vietnamiennes au Cambodge et la chute du régime.
En octobre 1976, afin de développer le commerce extérieur du pays en dehors de la Chine, la société Ren Fung est créée à Hong Kong, dans les locaux d’une banque proche du régime de Pékin et qui bénéficie d’une aide du gouvernement chinois. Elle est chargée de développer les exportations de produits cambodgiens, d’en retirer des devises étrangères et d’acheter auprès de sociétés britanniques, françaises, japonaise ou américaines des produits permettant de remettre en état de marche l’économie cambodgienne.

## Enseignement
Le régime va mettre à mal le système éducatif cambodgien traditionnel, accusé d’avoir contribué par ses enseignements à préserver l’ancienne société que les partisans de Pol Pot jugent décadente et veulent éradiquer. Les écoles sont fermées, voire transformées en entrepôts, centres d’interrogatoire… et le seul fait d’avoir été enseignant suffit à condamner les intéressés à une mort certaine,.
Le plan quadriennal élaboré au milieu de 1976 comprend l’établissement, une fois toute trace du passé « impérialiste » cambodgien effacée, d’un nouveau système éducatif mais il sera inégalement appliqué, sa mise en œuvre étant laissée à l’appréciation de chaque cadre local. Il prône une scolarité réduite concentrée sur la lecture, l’écriture, les bases de l’arithmétique élémentaire et les travaux manuels. L’enseignement théorique est proscrit. Les professeurs sont choisis parmi les couches les plus modestes de la population pour leur fidélité au régime et nullement pour leur compétence à enseigner. Il n’est ainsi pas rare de voir des élèves préalablement scolarisés sous la République khmère plus instruits que leurs maîtres.
En complément de cette formation de base, le régime veut aussi promouvoir une formation technico-professionnelle. Cette dernière doit se dérouler sur neuf années et alterner avec des périodes de travail « sur le terrain ». À cet effet d’anciennes écoles sont remises en service pour accueillir essentiellement des adolescents issus des minorités ethniques du nord est réputées pour leur dévouement à la révolution. Enfin, dans les derniers mois de 1978, l’institut Technique Supérieur de l’Amitié Khméro-Soviétique rouvre ses portes pour admettre des enfants de cadres.